# Oratorio di Santa Barbara al Celio

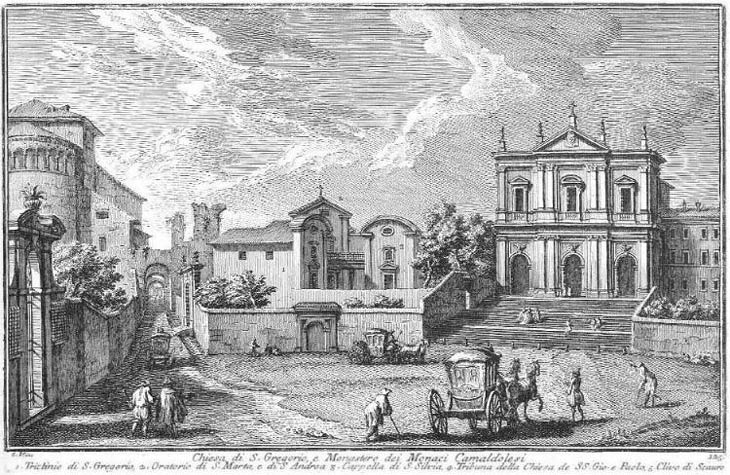
A Piazza di San Gregorio com a igreja de San Gregorio al Celio à direita e os três oratórios à no centro: o primeiro é Santa Barbara, o segundo, Sant'Andrea, e o terceiro, Santa Silvia. A rua com os arcos é o Clivo di Scauro e os edifícios à esquerda são parte do complexo de Santi Giovanni e Paolo.

Oratorio di Santa Barbara al Celio é um oratório localizado na Piazza di San Gregorio, no rione Celio de Roma, o mais antigo dos três oratórios de San Gregorio al Celio. Os outros dois são Sant'Andrea al Celio e Santa Silvia al Celio. É dedicado a Santa Bárbara.

## História
Este oratório é identificado como "triclinum pauperum" ("triclínio dos pobres"), ou seja, o lugar onde Santa Sílvia e seu filho, o papa Gregório I, distribuíam alimentos aos pobres todos os dias. Construído entre os séculos XII e XIII, sua forma atual é resultado das obras patrocinadas pelo cardeal Cesare Baronio entre 1602 e 1603. Até 1870, era costume que o papa jantasse neste oratório junto com treze pessoas pobres na Quinta-feira Santa (dia de Lava-pés).

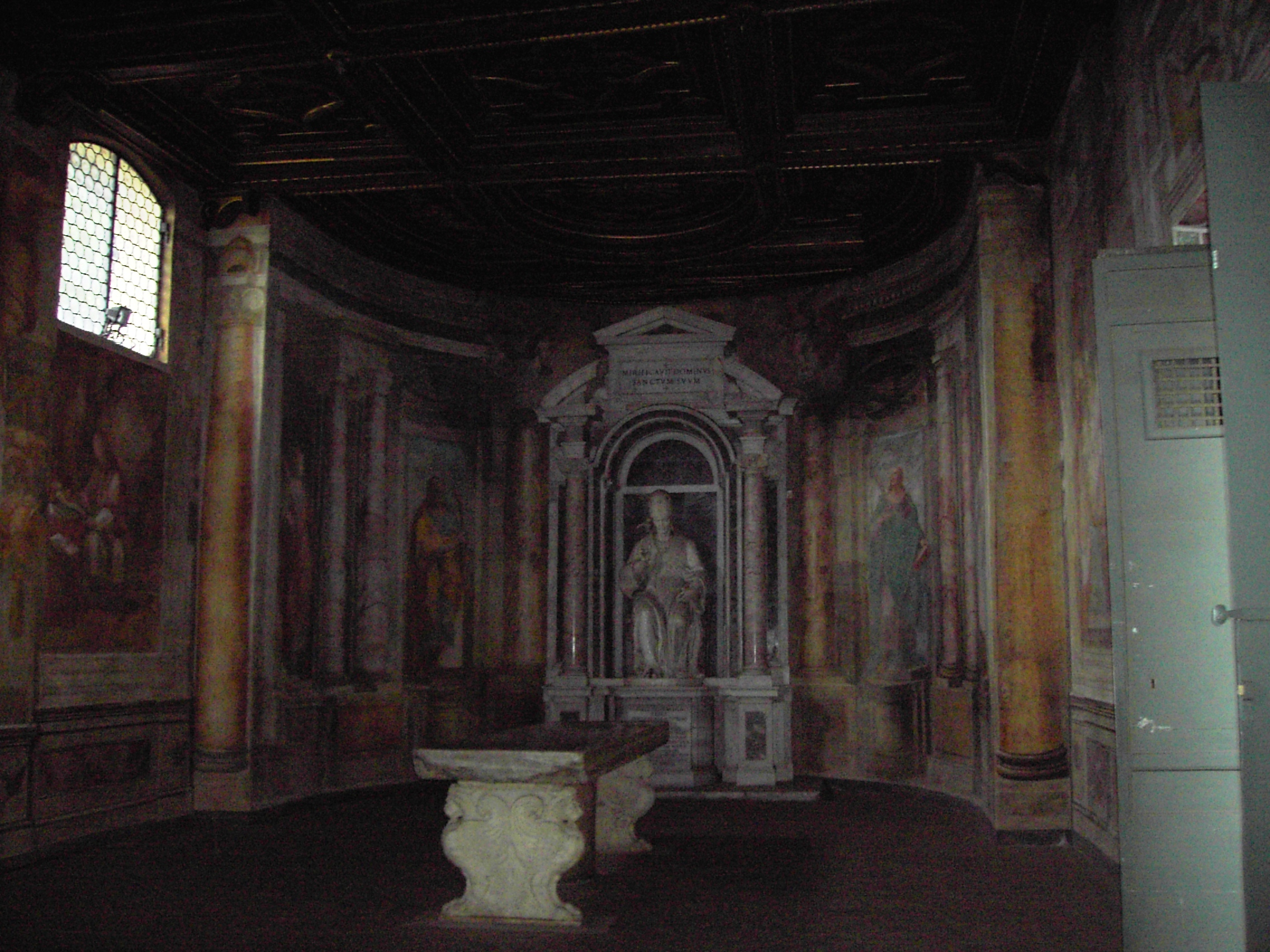
Vista do interior.

Os três oratórios do monte Célio foram concedidos pelo papa Leão XII ao capítulo da basílica de Santa Maria Maggiore em 1828, que ainda é responsável pelo local.

## Descrição
O edifício foi construído sobre um outro mais antigo, do século II ou III, da época romana e ainda visível a partir do Clivo di Scauro. O interior é retangular com uma abside (ou um nicho) no fundo. Nela está uma estátua de "São Gregório Magno Bendizendo", de Nicolas Cordier (1602). Para realizá-la, Cordier utilizou um bloco de mármore comprado de um sobrinho de Michelângelo e sobre o qual o grande mestre havia iniciado um esboço deixado incompleto.
No centro do salão está uma mesa de mármore romana (século III) apoiada sobre suportes de mármore decorados com grifos e palmetas. Segundo a tradição, esta é a mesma mesa utilizada por Santa Sílvia e pelo papa Gregório: conta-se que, certa vez, sentaram-se à mesa doze pessoas pobres e um anjo. Para recordar o milagre, foi inscrita, no século XV, a seguinte frase em latim: "Bis senos hic Gregorius pascebat egentes / angelus et decimus tertius accubuit" ("Aqui São Gregório alimentava os pobres / e um anjo participava como décimo-terceiro"). A origem provavelmente está ligada ao fato de as pessoas evitarem se sentar em treze numa mesa e o anjo seria, desta forma, o décimo-quarto (contando o próprio Gregório).

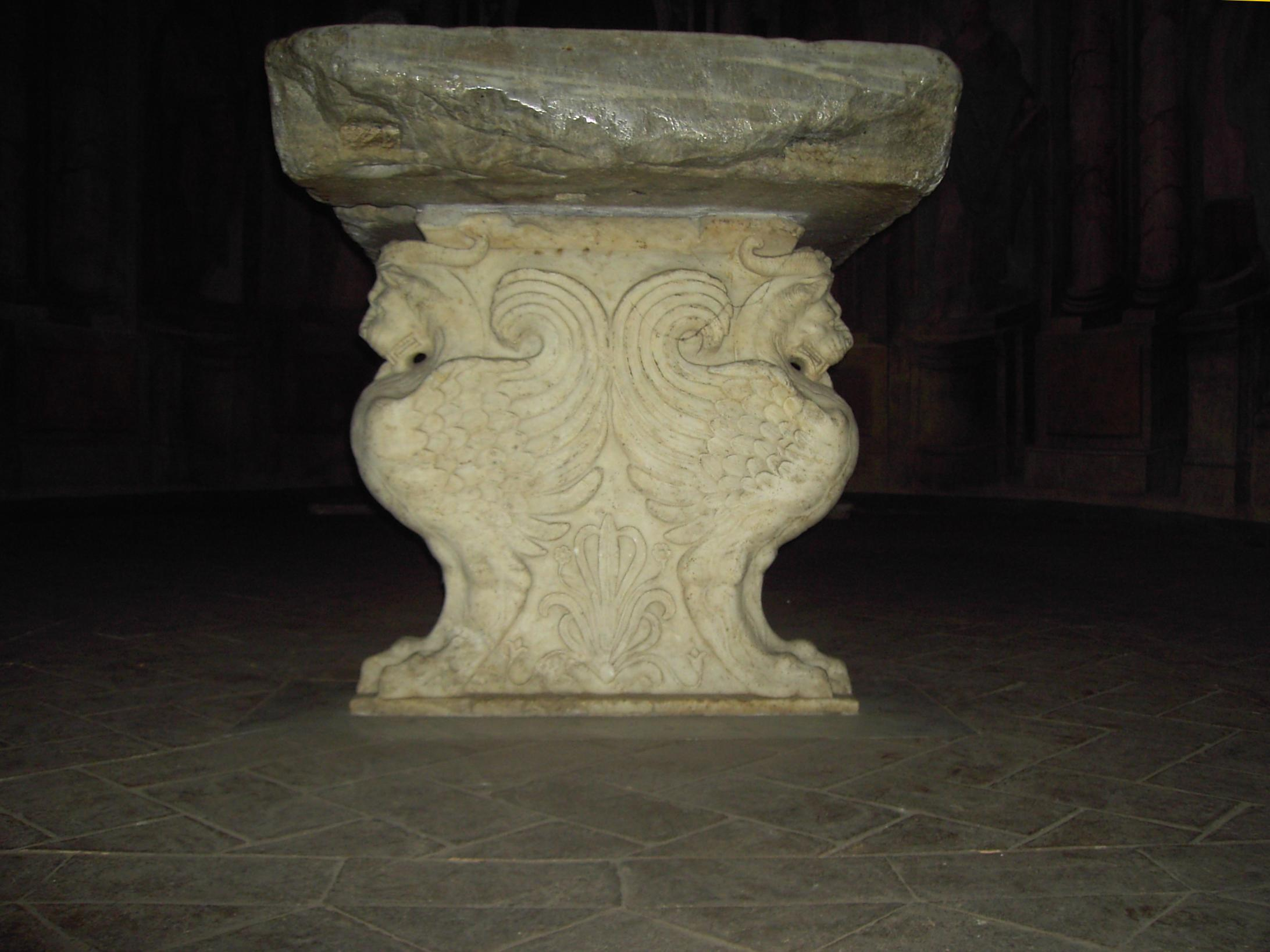
Mensa pauperum no interior do oratório.

Nas paredes do oratório estão afrescos de um ciclo que retrata onze momentos importantes da vida de São Gregório executado por Antonio Viviani entre 1603 e 1604:
1. A Caridade de São Gregório

2. Sua eleição como abade do mosteiro

3. Aparição do anjo no jantar dos pobres

4. Gregório escrevendo

5. Santa Bárbara

6. São Nereu

7. Santo Aquileu

8. Santa Flávia Domitila

9. Envio de Agostinho para evangelizar os anglo-saxões

10. Monges na corte do rei Etelberto

11. Visão da Virgem Maria